# Mistrzostwa Polski w Łyżwiarstwie Szybkim w Wieloboju 1994
66. Mistrzostwa Polski w łyżwiarstwie szybkim w wieloboju odbyły się w 1994 roku w Warszawie na torze Stegny. Złote medale zdobyli Ewa Borkowska-Wasilewska i Paweł Zygmunt.

## Kobiety
| Msc. | Zawodniczka                             | 500 m | 1500 m | 3000 m | 5000 m | Wielobój |
| 1.   | Ewa Borkowska-Wasilewska (Orzeł Elbląg) |       |        |        |        | 191,069  |
| 2.   | Maja Ufel (Orzeł Elbląg)                |       |        |        |        | 197,337  |
| 3.   | Aneta Rękas (Orzeł Elbląg)              |       |        |        |        | 198,069  |

## Mężczyźni
| Msc. | Zawodnik                                   | 500 m | 1500 m | 5000 m | 10 000 m | Wielobój |
| 1.   | Paweł Zygmunt (SNPTT Zakopane)             |       |        |        |          | 172,858  |
| 2.   | Jaromir Radke (Pilica Tomaszów Mazowiecki) |       |        |        |          | 173,730  |
| 3.   | Artur Szafrański (Orzeł Elbląg)            |       |        |        |          | 176,216  |